# Anthophora sichelii
Anthophora sichelii är en biart som beskrevs av Radoszkowski 1869. Anthophora sichelii ingår i släktet pälsbin, och familjen långtungebin. Inga underarter finns listade i Catalogue of Life.